# Північна лінія (Лондон)
51°39′02″ пн. ш. 0°11′39″ зх. д. / 51.6505° пн. ш. 0.1941° зх. д.
Північна лінія (англ. Northern line) — лінія Лондонського метрополітену, прямує з південного заходу на північний захід Лондона, з двома відгалуженнями у центральному Лондоні і трьома на півночі. Прямує на північ від своєї кінцевої південної станції «Морден» в боро Мертон до станції «Кеннінгтон» в Саутерк, де лінія розгалужується на дві центральні гілки, одна через Чарінг-кросс у Вест-Енді, а інша через Бенк  у Сіті. Центральні гілки знову з'єднуються на станції Камден-таун, де лінія знову розгалужується на дві гілки, одна прямує до Хай-Барнет, а інша — до Еджвар в боро Барнет. Відгалуження Хай-Барнет має додаткове відгалуження від станції Фінчлі-Сентрал з човниковим шатлом до Мілл-гілл-Іст.
Північна — найдовша серед ліній глибокого закладення. Секція між Стоквелл і Боро відкрита в 1890 році і є найстарішою дільницею на лініях глибокого закладення. Пасажирообіг лінії в 2016/17 роках склав 294 млн пасажирів — найзавантаженіша лінія Лондонського метро. 
Позначена чорним кольором на схемах. Незважаючи на свою назву, не є найпівнічнішою з 12 ліній Лондона, водночас простягається на південь далі всіх інших. Має розгалужену схему, тому що об'єднує залізниці, що належали в 1920-х різним компаніям. З 50 станцій 36 розташовані під землею.

## Станції

### Відгалуження Хай-Барнет
| Станція                                            | Фото | Відкриття      | Відгалуження            | Додаткова інформація                                              |
| -------------------------------------------------- | ---- | -------------- | ----------------------- | ----------------------------------------------------------------- |
| Хай-Барнет                                         |      | 1 квітня 1872  | Відгалуження Хай-Барнет | Кінцева. У складі Північної лінії з 14 квітня 1940map 1           |
| Тоттеридж-енд-Ветстоун                             |      | 1 квітня 1872  | Відгалуження Хай-Барнет | У складі Північної лінії з 14 квітня 1940 map 2                   |
| Вудсайд-парк                                       |      | 1 квітня 1872  | Відгалуження Хай-Барнет | У складі Північної лінії з 14 квітня 1940 map 3                   |
| Вест-Фінчлі                                        |      | 1 березня 1933 | Відгалуження Хай-Барнет | У складі Північної лінії з 14 квітня 1940map 4                    |
| Мілл-гілл-Іст (човниковий рух до/з Фінчлі-Сентрал) |      | 22 квітня 1867 | Відгалуження Мілл-гілл  | Зачинена 11 вересня 1939, відновлено трафік з 18 травня 1941map 5 |
| Фінчлі-Сентрал                                     |      | 22 серпня 1867 | Відгалуження Хай-Барнет | Обслуговує Північну лінію з 14 квітня 1940map 6                   |
| Іст-Фінчлі                                         |      | 22 серпня 1867 | Відгалуження Хай-Барнет | Обслуговує Північну лінію з 3 липня 1939map 7                     |
| Хайгейт                                            |      | 22 серпня 1867 | Відгалуження Хай-Барнет | Обслуговує Північну лінію з 19 січня 1941map 8                    |
| Арчвей                                             |      | 22 червня 1907 | Відгалуження Хай-Барнет | Початкова назва Хайгейтmap 9                                      |
| Тафнелл-парк                                       |      | 22 червня 1907 | Відгалуження Хай-Барнет | map 10                                                            |
| Кентиш-таун                                        |      | 1868           | Відгалуження Хай-Барнет | Перша підземна станція відкрита 22 червня 1907. map 11            |

#### Відгалуження Еджвар
| Станція        | Фото | Відкриття         | Відгалуження        | Додаткова інформація |
| -------------- | ---- | ----------------- | ------------------- | --- |
| Еджвар         |      | 18 серпня 1924    | Відгалуження Еджвар | Кінцеваmap 12 |
| Бернт-Оук      |      | 27 жовтня 1924    | Відгалуження Еджвар | Відкрито з її теперішньою назвою, потім перейменовано приблизно через 4 роки після відкриття і було повернено первісна назва в 1950 році.map 13 |
| Коліндейл      |      | 18 серпня 1924    | Відгалуження Еджвар | Використовується як кінцева для деяких поїздів, що курсують на північmap 14                                                                     |
| Гендон-Сентрал |      | 19 листопада 1923 | Відгалуження Еджвар | map 15 |
| Брент-кросс    |      | 19 листопада 1923 | Відгалуження Еджвар | Відкрито як Брент, перейменовано 20 липня 1976map 16                                                                                            |
| Голдерс-Грін   |      | 22 червня 1907    | Відгалуження Еджвар | Початкова кінцева, до сьогоденна кінцева для деяких поїздівmap 17                                                                               |
| Гампстед       |      | 22 червня 1907    | Відгалуження Еджвар | map 18 |
| Белсайз-парк   |      | 22 червня 1907    | Відгалуження Еджвар | Одна з вісьми станцій глибокого закладення Лондонського метро що може використовуватись як бомбосховище.map 19                                  |
| Чок-фарм       |      | 22 червня 1907    | Відгалуження Еджвар | map 20 |

#### Камден-таун
| Станція     | Фото | Відкриття      | Відгалуження     | Додаткова інформація                                                                      |
| ----------- | ---- | -------------- | ---------------- | ----------------------------------------------------------------------------------------- |
| Камден-таун |      | 22 червня 1907 | Головний маршрут | Вузлова станція, що сполучає дві північні лінії Північної лінії та дві центральні. map 21 |

#### Відгалуження Чарінг-кросс
| Станція                                      | Фото | Відкриття       | Відгалуження                   | Додаткова інформація                                                                                   |
| -------------------------------------------- | ---- | --------------- | ------------------------------ | --- |
| Морнінгтон-Кресент                           |      | 22 червня 1907  | Відгалуження Чарінг-кросс      | map 22                                                                                                 |
| Юстон                                        |      | 12 травня 1907  | Відгалуження Чарінг-кросс/Бенк | Пересадка на південні маршрути Північної лінії через Банк з платформи 6, та на лінію Вікторіяmap 23    |
| Воррен-стріт                                 |      | 22 червня 1907  | Відгалуження Чарінг-кросс      | Пересадка на лінію Вікторіяmap 24                                                                      |
| Гудж-стріт                                   |      | 22 червня 1907  | Відгалуження Чарінг-кросс      | Відкрито як Тоттенгем-корт-роуд, перейменовано 3 вересня 1908 рокуmap 25                               |
| Тоттенгем-корт-роуд                          |      | 30 липня 1900   | Відгалуження Чарінг-кросс      | Пересадка на Центральну лініюmap 26                                                                    |
| Лестер-сквер                                 |      | 15 грудня 1906  | Відгалуження Чарінг-кросс      | Пересадка на Пікаділлі map 27                                                                          |
| Чарінг-кросс                                 |      | 10 березня 1906 | Відгалуження Чарінг-кросс      | Платформи Північної лінії відкрито 22 червня 1907, пересадка на лінію Бейкерлооmap 28                  |
| Ембанкмент ( Ембанкмент пірс)                |      | 30 травня 1870  | Відгалуження Чарінг-кросс      | Продовження Північної лінії 13 вересня 1926, пересадка на лінію Бейкерлоо, Кільцеву та Дистрикт map 29 |
| Ватерлоо ( Ватерлоо-пірс, Фестивальний пірс) |      | 8 серпня 1898   | Відгалуження Чарінг-кросс      | У складі Північної лінії з 1926, пересадка на лінію Бейкерлоо, Джубилі та Ватерлоо-енд-Сітіmap 30      |

#### Відгалуження Бенк
| Станція                                                                           | Фото | Відкриття                           | Відгалуження      | Додаткова інформація                                                                                         |
| --------------------------------------------------------------------------------- | ---- | ----------------------------------- | ----------------- | --- |
| Юстон                                                                             |      | 12 травня 1907                      | Відгалуження Бенк | Пересадка на південні маршрути Північної лінії через Чарінг-кросс з платформи 2, та Вікторіяmap 23           |
| Кінгс-кросс-Сент-Панкрас ( потяги до Лондон-Гатвік та Лондон-Лутон)               |      | 1863 (Північна лінія з травня 1907) | Відгалуження Бенк | Пересадка на лінію Кільцеву, Гаммерсміт-енд-Сіті, Метрополітен, Пікаділлі та Вікторіяmap 31                  |
| Ейнджел                                                                           |      | 1901                                | Відгалуження Бенк | Має найдовший ескалатор у всій мережі метро. map 32                                                          |
| Олд-стріт                                                                         |      | листопад 1901                       | Відгалуження Бенк | Платформи Північної лінії відкрито у лютому 1904map 33                                                       |
| Моргейт                                                                           |      | 1865                                | Відгалуження Бенк | Пересадка на лінії Кільцеву, Гаммерсміт-енд-Сіті та Метрополітенmap 34                                       |
| Бенк                                                                              |      | 25 лютого 1900                      | Відгалуження Бенк | Сполучення з Моньюмент ескалатором 18 вересня 1933, пересадка на лінії Центральну та Ватерлоо-енд-Сітіmap 35 |
| Лондон-брідж ( Потяги до Лондон-Гатвік та Лондон-Лутон) ( Лондон-брідж-Сіті-пірс) |      | 25 лютого 1900                      | Відгалуження Бенк | Пересадка на Джубиліmap 36                                                                                   |
| Боро                                                                              |      | 18 грудня 1890                      | Відгалуження Бенк | map 37 |
| Елефант-енд-Касл                                                                  |      | 18 грудня 1890                      | Відгалуження Бенк | Пересадка на Бейкерлооmap 38                                                                                 |
| Кеннінгтон                                                                        |      | 18 грудня 1890                      | Головний маршрут  | Тут часто мають оборот потяги прямуючі на південь на відгалуженням Чарінг-кросс.map 39                       |

#### Відгалуження Баттерсі
| Станція      | Фото | Відкриття       | Відгалуження          | Додаткова інформація |
| ------------ | ---- | --------------- | --------------------- | -------------------- |
| Наїн-Елмз    |      | 20 вересня 2021 | Відгалуження Баттерсі |                      |
| ТЕС Баттерсі |      | 20 вересня 2021 | Відгалуження Баттерсі |                      |

#### Головна лінія
| Станція        | Фото | Відкриття        | Відгалуження  | Додаткова інформація |
| -------------- | ---- | ---------------- | ------------- | --- |
| Овал           |      | 18 грудня 1890   | Головна лінія | map 40 |
| Стоквелл       |      | 4 листопада 1890 | Головна лінія | Пересадка на лінію Вікторія. Спочатку була кінцевою до 1900 року, коли лінія була продовжена до Клепгем-коммон. Станція була розташована на південь від початкової. Раніше депо мало відгалуження від поточної південної колії. Одна з восьми станцій, що може використовуватись як бомбосховище. map 41 |
| Клепгем-Норт   |      | червень 1900     | Головна лінія | Одна з восьми станцій, що може використовуватись як бомбосховище.map 42 |
| Клепгем-коммон |      | червень 1900     | Головна лінія | Кінцева до 1926. Одна з восьми станцій, що може використовуватись як бомбосховище..map 43 |
| Клепгем-Саут   |      | 13 вересня 1926  | Головна лінія | Одна з восьми станцій, що може використовуватись як бомбосховище.map 44 |
| Белгем         |      | 6 грудня 1926    | Головна лінія | map 45 |
| Тутінг-Бек     |      | 13 вересня 1926  | Головна лінія | Відкриття як Триніті-роуд, переменовано 1 жовтня 1950map 46 |
| Тутінг-Бродвей |      | 13 вересня 1926  | Головна лінія | Використовується як кінцева для деяких поїздів, що прямують на південьmap 47 |
| Кольєрс-вуд    |      | 13 вересня 1926  | Головна лінія | map 48 |
| Саут-Вімблдон  |      | 13 вересня 1926  | Головна лінія | Відкрито як Саут-Вімблдон (Мертон).map 49 |
| Морден         |      | 13 вересня 1926  | Головна лінія | Кінцеваmap 50 |

## Мапа
- ↑ High Barnet – 51°39′02″ пн. ш. 000°11′39″ зх. д. / 51.65056° пн. ш. 0.19417° зх. д.
- ↑ Totteridge & Whetstone – 51°37′50″ пн. ш. 000°10′45″ зх. д. / 51.63056° пн. ш. 0.17917° зх. д.
- ↑ Woodside Park – 51°37′05″ пн. ш. 000°11′08″ зх. д. / 51.61806° пн. ш. 0.18556° зх. д.
- ↑ West Finchley – 51°36′34″ пн. ш. 000°11′18″ зх. д. / 51.60944° пн. ш. 0.18833° зх. д.
- ↑ Mill Hill East – 51°36′30″ пн. ш. 000°12′37″ зх. д. / 51.60833° пн. ш. 0.21028° зх. д.
- ↑ Finchley Central – 51°36′04″ пн. ш. 000°11′33″ зх. д. / 51.60111° пн. ш. 0.19250° зх. д.
- ↑ East Finchley – 51°35′14″ пн. ш. 000°09′54″ зх. д. / 51.58722° пн. ш. 0.16500° зх. д.
- ↑ Highgate – 51°34′40″ пн. ш. 000°08′45″ зх. д. / 51.57778° пн. ш. 0.14583° зх. д.
- ↑ Archway – 51°33′56″ пн. ш. 000°08′06″ зх. д. / 51.56556° пн. ш. 0.13500° зх. д.
- ↑ Tufnell Park – 51°33′24″ пн. ш. 000°08′17″ зх. д. / 51.55667° пн. ш. 0.13806° зх. д.
- ↑ Kentish Town – 51°33′01″ пн. ш. 000°08′26″ зх. д. / 51.55028° пн. ш. 0.14056° зх. д.
- ↑ Edgware – 51°36′50″ пн. ш. 000°16′30″ зх. д. / 51.61389° пн. ш. 0.27500° зх. д.
- ↑ Burnt Oak – 51°36′10″ пн. ш. 000°15′50″ зх. д. / 51.60278° пн. ш. 0.26389° зх. д.
- ↑ Colindale – 51°35′44″ пн. ш. 000°15′00″ зх. д. / 51.59556° пн. ш. 0.25000° зх. д.
- ↑ Hendon Central – 51°34′59″ пн. ш. 000°13′34″ зх. д. / 51.58306° пн. ш. 0.22611° зх. д.
- ↑ Brent Cross – 51°34′36″ пн. ш. 000°12′49″ зх. д. / 51.57667° пн. ш. 0.21361° зх. д.
- ↑ Golders Green – 51°34′19″ пн. ш. 000°11′38″ зх. д. / 51.57194° пн. ш. 0.19389° зх. д.
- ↑ Hampstead – 51°33′25″ пн. ш. 000°10′42″ зх. д. / 51.55694° пн. ш. 0.17833° зх. д.
- ↑ Belsize Park – 51°33′01″ пн. ш. 000°09′52″ зх. д. / 51.55028° пн. ш. 0.16444° зх. д.
- ↑ Chalk Farm – 51°32′39″ пн. ш. 000°09′12″ зх. д. / 51.54417° пн. ш. 0.15333° зх. д.
- ↑ Camden Town – 51°32′22″ пн. ш. 000°08′34″ зх. д. / 51.53944° пн. ш. 0.14278° зх. д.
- ↑ Mornington Crescent – 51°32′04″ пн. ш. 000°08′19″ зх. д. / 51.53444° пн. ш. 0.13861° зх. д.
- ↑ Euston – 51°31′42″ пн. ш. 000°07′59″ зх. д. / 51.52833° пн. ш. 0.13306° зх. д.
- ↑ Warren Street – 51°31′29″ пн. ш. 000°08′18″ зх. д. / 51.52472° пн. ш. 0.13833° зх. д.
- ↑ Goodge Street – 51°31′15″ пн. ш. 000°08′04″ зх. д. / 51.52083° пн. ш. 0.13444° зх. д.
- ↑ Tottenham Court Road – 51°30′58″ пн. ш. 000°07′51″ зх. д. / 51.51611° пн. ш. 0.13083° зх. д.
- ↑ Leicester Square – 51°30′41″ пн. ш. 000°07′41″ зх. д. / 51.51139° пн. ш. 0.12806° зх. д.
- ↑ Charing Cross – 51°30′29″ пн. ш. 000°07′29″ зх. д. / 51.50806° пн. ш. 0.12472° зх. д.
- ↑ Embankment – 51°30′25″ пн. ш. 000°07′19″ зх. д. / 51.50694° пн. ш. 0.12194° зх. д.
- ↑ Waterloo – 51°30′09″ пн. ш. 000°06′47″ зх. д. / 51.50250° пн. ш. 0.11306° зх. д.
- ↑ King's Cross St. Pancras – 51°31′49″ пн. ш. 000°07′27″ зх. д. / 51.53028° пн. ш. 0.12417° зх. д.
- ↑ Angel – 51°31′55″ пн. ш. 000°06′22″ зх. д. / 51.53194° пн. ш. 0.10611° зх. д.
- ↑ Old Street – 51°31′33″ пн. ш. 000°05′14″ зх. д. / 51.52583° пн. ш. 0.08722° зх. д.
- ↑ Moorgate – 51°31′07″ пн. ш. 000°05′19″ зх. д. / 51.51861° пн. ш. 0.08861° зх. д.
- ↑ Bank-Monument – 51°30′47″ пн. ш. 000°05′17″ зх. д. / 51.51306° пн. ш. 0.08806° зх. д.
- ↑ London Bridge – 51°30′18″ пн. ш. 000°05′10″ зх. д. / 51.50500° пн. ш. 0.08611° зх. д.
- ↑ Borough – 51°30′04″ пн. ш. 000°05′35″ зх. д. / 51.50111° пн. ш. 0.09306° зх. д.
- ↑ Elephant & Castle – 51°29′40″ пн. ш. 000°05′59″ зх. д. / 51.49444° пн. ш. 0.09972° зх. д.
- ↑ Kennington – 51°29′19″ пн. ш. 000°06′20″ зх. д. / 51.48861° пн. ш. 0.10556° зх. д.
- ↑ Oval – 51°28′55″ пн. ш. 000°06′45″ зх. д. / 51.48194° пн. ш. 0.11250° зх. д.
- ↑ Stockwell – 51°28′21″ пн. ш. 000°07′20″ зх. д. / 51.47250° пн. ш. 0.12222° зх. д.
- ↑ Clapham North – 51°27′54″ пн. ш. 000°07′48″ зх. д. / 51.46500° пн. ш. 0.13000° зх. д.
- ↑ Clapham Common – 51°27′42″ пн. ш. 000°08′19″ зх. д. / 51.46167° пн. ш. 0.13861° зх. д.
- ↑ Clapham South – 51°27′10″ пн. ш. 000°08′51″ зх. д. / 51.45278° пн. ш. 0.14750° зх. д.
- ↑ Balham – 51°26′33″ пн. ш. 000°09′07″ зх. д. / 51.44250° пн. ш. 0.15194° зх. д.
- ↑ Tooting Bec – 51°26′09″ пн. ш. 000°09′35″ зх. д. / 51.43583° пн. ш. 0.15972° зх. д.
- ↑ Tooting Broadway – 51°25′40″ пн. ш. 000°10′06″ зх. д. / 51.42778° пн. ш. 0.16833° зх. д.
- ↑ Colliers Wood – 51°25′06″ пн. ш. 000°10′42″ зх. д. / 51.41833° пн. ш. 0.17833° зх. д.
- ↑ South Wimbledon – 51°24′56″ пн. ш. 000°11′31″ зх. д. / 51.41556° пн. ш. 0.19194° зх. д.
- ↑ Morden – 51°24′08″ пн. ш. 000°11′42″ зх. д. / 51.40222° пн. ш. 0.19500° зх. д.
- ↑ Golders Green depot – 51°34′22″ пн. ш. 000°11′35″ зх. д. / 51.57278° пн. ш. 0.19306° зх. д.
- ↑ Morden depot – 51°23′51″ пн. ш. 000°11′49″ зх. д. / 51.39750° пн. ш. 0.19694° зх. д.